# Pujaut
Pujaut là một xã ở tỉnh Gard. Xã này có diện tích 23,5 km², dân số năm 1999 là 3242 người. Khu vực này có độ cao trung bình 110 mét trên mực nước biển.